# Leliceni
Leliceni (em húngaro: Csíkszentlélek) é uma comuna romena localizada no distrito de Harghita, na região histórica da Transilvânia. A comuna possui uma área de 36.91 km² e sua população era de 1814 habitantes segundo o censo de 2007.
Possui uma tília que recebeu o Prémio de Árvore Europeia do Ano em 2011.